# Can Casademont
Can Casademont és una obra de Sant Jordi Desvalls (Gironès) inclosa a l'Inventari del Patrimoni Arquitectònic de Catalunya.

## Descripció
És un edifici de grans dimensions amb planta baixa i dos pisos, teulada de dues vessants amb teula. Finestres rectangulars, alguna d'elles amb balcons. L'interior mostra unes arcades i murs d'antigor palesa. Una gran portalada accedeix al pati, on es conserva una premsa de vi i una pedra de l'oli. Al pati hi ha el típic portal dovellat. Hi ha un corredor amb volta de pedra que condueix a les antigues hortes. La pallissa que es conserva és de grans proporcions i presenta una estructura tradicional.
En el transcurs del temps, la propietat ha estat de sempre de la família Casademont. L'arxiu familiar conté una escriptura del 1476. Un avantpassat, Francesc Casademont, figura com a alcalde del lloc el juliol de 1863. Altres membres de la família apareixen citats documentalment en l'esdevenir del poble i esmentats a partir del segle xvi.